# 天海祐希
天海 祐希（あまみ ゆうき、1967年〈昭和42年〉8月8日 - ）は、日本の女優。元宝塚歌劇団月組トップスター。宝塚歌劇団73期生、同期は匠ひびき、えまおゆう、姿月あさと。東京都台東区東上野出身。研音所属。本名：中野 祐里（なかの ゆり）。愛称：ゆりちゃん、ゆり。

## 来歴・人物
中学で演劇部に入部し、2年生の時に宝塚ファンの担任に勧められ、宝塚歌劇団への入団を志望。高校生の時に宝塚音楽学校の受験準備のため、「大滝愛子バレエ・アート」に通うようになる。台東区立西町小学校、台東区立御徒町中学校、菊華高等学校（現・杉並学院高等学校）2年修了後の1985年、宝塚音楽学校に首席で入学。宝塚音楽学校入学は首席だったが、宝塚歌劇団入団時は26番 だった。
1987年、73期生として宝塚歌劇団に入団、雪組公演『宝塚をどり讃歌／サマルカンドの赤いばら』（主演：平みち）で初舞台。尚『サマルカンド〜』新人公演ではバルフ王子（本役：鮎ゆうき、当時雪組新進の男役だった）役に配され初舞台生の新人公演配役としては異例の目立つポジションの役どころをもらった。その後月組に配属。同年の月組バウホール公演『青春の旋風〜リトル・ヒーロー三四郎』で早くも準主役のひとりブーン役に抜擢され、年末公演の『ミー・アンド・マイガール』で研一（入団一年目）にして新人公演に初主演。
1989年、歌劇団ニューヨーク公演（メイン・大浦みずき、他に紫苑ゆうらが出演）メンバーに選出。1991年には4期上の久世星佳・若央りさや1期上の真織由季・大海ひろらを飛び越し月組2番手男役スターとなる。
1993年に初舞台から7年（正式には6年半）で月組トップスターに就任。天海の後任になる月組男役トップスターは2004年に彩輝直が就任するまで3代（久世、真琴つばさ、紫吹淳）続けて天海より上級生であることや、また、この年行われた『ミリオン・ドリームズ』『風と共に去りぬ』新人公演主演（在団7年目まで）は、天海の同期生である姿月が演じることになったことからもその出世の速さがわかる。史上最速ペースでトップに就任したことから大地真央を上回る男役と言われたこともある。
1995年12月、28歳の時に『ミー・アンド・マイガール』で退団。相手役の麻乃佳世と同時退団だった。退団の際にはワイドショーで特集が組まれるなどマスコミ各社の高い関心を集めた。退団後すぐは、舞台ではなく映像の仕事にこだわり、特に宝塚の延長になるのは困ると多く来たミュージカルの仕事は選ばず、テレビドラマや映画に出演する。初仕事は、自分を見つめなおすため、キャスト・主要スタッフは、監督含めて日本人は天海1人の全編シアトルロケで英語セリフの、日米合作映画「クリスマス黙示録」を選択した。舞台には退団して3年目に新作がいいと演劇の「マヌエラ - 燃える上海 恋する女」に出演し、それからは出るようになる。映像作品では、171cmの長身とあまりにも強烈過ぎた宝塚時代のイメージから、当初は女優としての個性を確立するのに苦労したが、のちに女刑事や女弁護士などの役で生来の存在感を示すようになった。
退団決定後に幾多かの芸能事務所から勧誘があった。設立当初は女性も受け入れていた石原プロモーション入りを希望したが、既に男性俳優中心となっていた石原プロ側から断られている。天海の親友が当時在籍していたフライングボックスに所属し、映画やテレビドラマなど、活躍の場を広げた。『利家とまつ〜加賀百万石物語〜』で共演した唐沢寿明に誘われ、2003年1月1日付けで現在の所属事務所である研音へ移籍。テレビドラマでは、2004年以降単独で主演を務める例が多い。
2013年5月、心筋梗塞で入院、舞台『おのれナポレオン L'honneur de Napoléon』を降板した。

## エピソード
- 芸名は父親と相談し、漢字4文字、本名から一字と希望から「希」を使用、強運との姓名判断で言われている本名と同じ字画数の3つの条件から「天海祐希」「木条祐希」の2つの候補に絞られ、男役らしい「木条祐希」を選ぼうとしたが、副校長の「スケールが大きい」との助言で現在の「天海祐希」にした[19][20][21]。
- 2007年4月26日、札幌ドームで行われたプロ野球・パ・リーグ公式戦、北海道日本ハムファイターズ対千葉ロッテマリーンズ戦で始球式を行った。その後も日本ハムの公式戦で続けて2008年7月23日[22]、2016年9月14日には対オリックス・バファローズ戦で始球式をしている[23]。
- 次の仕事へと向かうモチベーションは、自分の今までの仕事へのくやしさがある。人は悔しいから成長する。精一杯やったつもりでも去年よりも成長している自分が、去年の自分を観たら悔しい。だから人間は成長する[24]。
- あえてSNSをやらないとも公言している[25]。
- セリフを覚えるために、縦書きの台本を横書きに書き直す癖がある。その時間を覚えるのに使ったらと思うが、それで覚えられなかったらと思うと怖くてやめられない。その回の撮影が終わったら台本を破り捨てる。それで記憶から消えて次のセリフが入ってくる[26]。

## 交友・対外関係
- 同じ事務所に所属していた竹野内豊とはメル友である[27]。女優では深津絵里や常盤貴子と仲がよく、深津や常盤らと「カッコよく楽しく生きる三十路会」を開いていた[28]。
- 菊華学園高等学校の先輩でもある松原智恵子とNHK大河ドラマ『利家とまつ〜加賀百万石物語〜』で共演した際には、「私は松原さんの後輩になるんです」と挨拶をして来て、松原を喜ばせ、ふたりで笑い合ったという[29]。
- 米倉涼子から「親方」と呼ばれ、プライベートでも仲が良い[30]。
- 吉永小百合が『天海祐希・石田ゆり子のスナックあけぼの橋』第4回にゲスト出演した際、吉永小百合・天海（本名・祐里）・石田ゆり子の3人で「リリーズ」（lily = ユリ）を結成しており、吉永は「2人で番組をやっていてうらやましかったです。今回3人で“リリーズ”で集まれてうれしい」と今回の収録を楽しみにしていたと語った[31]。

## 退団後の出演
主演は役名を太字で示す

### テレビドラマ
主演は役名を太字で示す
- 金曜エンタテイメント 橋の雨（1996年7月19日、フジテレビ） - 江坂衣津子 役
- ドラマ新銀河 家族注意報!（1996年8月5日 - 8月29日、NHK総合） - 川田歩 役
- シングルス[2]（1997年10月14日 - 12月16日、フジテレビ） - 小野寺あさひ 役
- 金曜エンタテイメント 左手に告げるなかれ（1997年12月12日、フジテレビ） - 八木薔子 役
- 石光真清の生涯（1998年、NHK BS2） - お花 役
- デジドラ「ワンシーン」レンタルビデオショップ編（1998年、テレビ東京） - 祐希 役
- 新選組血風録（1998年、テレビ朝日） - お清 役
- 殴る女（1998年、フジテレビ） - 立花蓉子 役
- 七曲署捜査一係'98（1998年、日本テレビ） - 菊地久子 役
- 素敵にライバル（1999年、NHK総合） - 尾形陽子 役
- 恋愛詐欺師第一話（1999年、テレビ朝日） - 篠原裕美 役
- 蒼天の夢 松陰と晋作・新世紀への挑戦（2000年、NHK総合） - 高須久子 役
- 女検死官（2000年7月21日、フジテレビ） - 頼口涼子 役
- 柔らかな頬（2001年、BS-i） - 森脇カスミ 役
- ミユージック イン ドラマ 歌恋温泉へようこそ（2001年、NHK総合） - 幸子 役
- 凍える牙（2001年、NHK総合） - 音道貴子 役
- Fighting Girl（2001年、フジテレビ） - 三井祥子 役
- 水曜日の情事（2001年、フジテレビ） - 佐倉あい 役
- 大河ドラマ 利家とまつ〜加賀百万石物語〜[2]（2002年、NHK総合） - はる 役
- 東京物語（2002年7月6日、フジテレビ） - カメラマン 役
- あした吹く風（2002年9月6日、BS-i） - 猪熊鈴子 役
- 薔薇の十字架（2002年10月 - 12月、フジテレビ） - 高畑暁 役
- 楽園のつくりかた（2003年11月29日、NHK総合） - 星野涼子 役
- 流転の王妃・最後の皇弟（2003年11月29日・30日、テレビ朝日） - 李香蘭 役
- 天国への応援歌 チアーズ〜チアリーディングにかけた青春〜（2004年4月3日、日本テレビ） - 中尾静江 役
- ロックド・イン症候群（2004年4月7日、BSフジ） - 田島いずみ 役
- 離婚弁護士（2004年4月 - 6月、フジテレビ） - 間宮貴子 役
  - 離婚弁護士スペシャル（2005年1月6日）
  - 離婚弁護士II〜ハンサムウーマン〜（2005年4月 - 6月）
- ラストプレゼント 娘と生きる最後の夏（2004年7月 - 9月、日本テレビ） - 平木明日香 役
- 女王の教室（2005年7月 - 9月、日本テレビ） - 阿久津真矢 役
  - 女王の教室スペシャル（2006年3月17日・18日）
- 女の一代記 第2夜「越路吹雪・愛の生涯」（2005年11月25日、フジテレビ） - 越路吹雪 役
- 危険なアネキ 第8話（2005年、フジテレビ） - 間宮貴子 役
  - 焼酎の試飲のシーンに、ドラマ『離婚弁護士』の役柄で登場。
- キッチン・ウォーズ（2006年2月25日、フジテレビ） - 香坂真琴 役
- トップキャスター（2006年4月 - 6月、フジテレビ） - 椿木春香 役
- マグロ（2007年1月4日・5日、テレビ朝日） - 坂崎夏海 役
- 演歌の女王（2007年1月 - 3月、日本テレビ） - 大河内ひまわり 役
- Around40〜注文の多いオンナたち〜（2008年4月 - 6月、TBS） - 緒方聡子 役
- BOSS（2009年4月 - 6月、フジテレビ） - 大澤絵里子 役
  - BOSS 2ndシーズン（2011年4月 - 6月）
- 不毛地帯（2009年10月 - 2010年3月、フジテレビ） - 浜中紅子 役
- わが家の歴史 （2010年4月9日・10日・11日、フジテレビ開局50周年企画） - 鬼塚千晶 役
- GOLD（2010年7月 - 9月、フジテレビ） - 早乙女悠里 役
- カエルの王女さま（2012年4月 - 6月、フジテレビ） - 倉坂澪 役
- 結婚しない（2012年10月 - 12月、フジテレビ） - 桐島春子 役
- 2夜連続スペシャルドラマ 女信長（2013年4月5日・6日[注 1]、フジテレビ） - 織田信長 / 御長 役[32][33]
- ガリレオ 第2シーズン 最終章（2013年6月17日・24日、フジテレビ） - 三田綾音 役[34]
- 2夜連続ドラマスペシャル オリンピックの身代金（2013年11月30日・12月1日、テレビ朝日） - 笠原栄子 役[35]
- 緊急取調室（テレビ朝日） - 真壁有希子 役
  - シーズン1（2014年1月 - 3月）[36]
  - ドラマスペシャル（2015年9月27日）[37]
  - シーズン2（2017年4月 - 6月）[38]
  - シーズン3（2019年4月 - 6月）[39]
  - シーズン4（2021年7月 - 9月）[40]
  - 新春ドラマスペシャル「特別招集 2022 8億円のお年玉」（2022年1月3日）
  - シーズン5（2025年10月〈予定〉 - ）[41]
- お家さん（2014年5月9日、読売テレビ） - 鈴木よね 役[42]
- 連続テレビ小説（NHK総合）
  - マッサン 第147話（2015年3月25日） - 川上一恵 役[43]
  - おちょやん 第101話（2021年4月26日） - 箕輪悦子 役[注 2]
- 私という名の変奏曲（2015年10月2日、フジテレビ） - 美織レイ子 役[45]
- 偽装の夫婦（2015年10月 - 12月、日本テレビ） - 嘉門ヒロ 役[46]
- Chef〜三ツ星の給食〜（2016年10月 - 12月、フジテレビ） - 星野光子 役[47]
- バイプレイヤーズ 〜もしも6人の名脇役がシェアハウスで暮らしたら〜 最終話（2017年3月31日、テレビ東京） - 天海祐希（本人） 役
- 読売テレビ開局60年記念スペシャルドラマ 天才を育てた女房（2018年2月23日、読売テレビ） - 岡みち 役[48]
- 二夜連続ドラマスペシャル アガサ・クリスティ「パディントン発4時50分〜寝台特急殺人事件〜」（2018年3月24日、テレビ朝日） - 天乃瞳子 役[49]
- テレビ東京開局55周年特別企画ドラマスペシャル「Aではない君と」（2018年9月21日、テレビ東京） - 神崎京子 役[50]
- フジテレビ開局60周年記念 アニメ『サザエさん』放送50周年記念スペシャルドラマ企画『磯野家の人々〜20年後のサザエさん〜』（2019年11月24日、フジテレビ） - フグ田サザエ 役[51]
- トップナイフ-天才脳外科医の条件-（2020年1月 - 3月 、日本テレビ） - 深山瑤子 役[52]
- 松尾スズキと30分の女優2（2022年3月13日 - 、WOWOWプライム）[53][54]
- スタンドUPスタート 第7話（2023年3月1日、フジテレビ） - 大岩絵里子 役[55]
- 合理的にあり得ない〜探偵・上水流涼子の解明〜（2023年4月17日 - 6月26日、関西テレビ・フジテレビ） - 上水流涼子 役[56]
- Believe-君にかける橋-（2024年4月25日 - 6月20日、テレビ朝日） - 狩山玲子 役[57]

### 映画
- クリスマス黙示録（1996年） - 杉村葉子 役
- MISTY（原作：藪の中）（1997年） - 真砂 役
- 必殺! 三味線屋・勇次（1999年） - おとよ 役
- 残侠（1999年） - 志垣市子 役
- 黒の天使vol.2（1999年） - 魔世 役
- 狗神（2001年） - 坊之宮美希 役
- 連弾（2001年） - 佐々木美奈子 役
- 柔らかな頬（2001年、デジタルハイビジョン上映） - 森脇カスミ 役
- 千年の恋 ひかる源氏物語（2001年） - 光源氏 役
- 突入せよ! あさま山荘事件（2002年） - 佐々幸子 役
- うつつ UTUTU（2002年） - 傘の女 役
- ござまれじ（2003年） - 竹村ゆり 役
- 世界の中心で、愛をさけぶ（2004年） - 朔太郎（現代）の上司 役
- いぬのえいが 「ポチは待っていた」(2)（2005年） - 美春 役
  - 犬とあなたの物語 いぬのえいが 「あきら!」（20011年） - カフェの女性 役
- バッテリー（2007年） - 原田真紀子 役
- サウスバウンド（2007年） - 上原さくら 役
- ザ・マジックアワー（2008年）- 喪服の女 役
- ゼラチンシルバーLOVE（2009年）
- 旭山動物園物語 ペンギンが空をとぶ（2009年） - 獣医 役
- アマルフィ 女神の報酬（2009年） - 矢上紗江子 役
- カイジ 人生逆転ゲーム（2009年） - 遠藤凛子 役
- 清須会議（2013年） - 枝毛 役[58]
- 恋妻家宮本（2017年） - 宮本美代子 役[59]
- チア☆ダン〜女子高生がチアダンスで全米制覇しちゃったホントの話〜（2017年） - 早乙女薫子 役[60]
- 奥田民生になりたいボーイ 出会う男すべて狂わせるガール（2017年） - 江藤美希子 役[61]
- 最高の人生の見つけ方（2019年） - 剛田マ子 役（吉永小百合とのW主演）[62]
- 記憶にございません!（2019年） - ドラマ「女西郷」主演女優 役
- カイジ ファイナルゲーム（2020年） - 遠藤凛子 役
- 老後の資金がありません!（2021年10月30日[注 3]） - 後藤篤子 役[65]
- 私は白鳥（2021年11月27日） - ナレーション
- 仕掛人・藤枝梅安 第一作（2023年2月3日） - おみの 役[66]
- ふしぎ駄菓子屋 銭天堂（2024年12月13日） - 紅子 役[67]
- てっぺんの向こうにあなたがいる（2025年10月31日公開予定） - 北山悦子 役[68][69]
- 劇場版「緊急取調室 THE FINAL」（2025年12月26日公開予定） - 真壁有希子 役[70][71][41]

### 舞台
- マヌエラ - 燃える上海 恋する女（1999年、PARCO劇場） - マヌエラ (永末妙子） 役
- 天海祐希のピエタ（1999年、名古屋市芸術創造センター） - 永井友子 役
- パンドラの鐘（1999年、シアターコクーン 等） - ヒメ女 役
- オケピ! - The Orchestra Pit（2003年、青山劇場、愛知厚生年金会館、フェスティバルホール） - ハープ（如月さん） 役
- 阿修羅城の瞳 BLOOD GETS IN YOUR EYES（2003年、新橋演舞場、大阪松竹座） - 闇のつばき / 阿修羅 役
- テイクフライト（2007年、PARCO劇場） - アメリア・エアハート 役
- 薔薇とサムライ - GoemonRock OverDrive（2010年、赤坂ACTシアター、梅田芸術劇場メインホール、ゲキ×シネ） - アンヌ・ザ・トルネード 役
  - 薔薇とサムライ 2 海賊女王の帰還（2022年、新橋演舞場、大阪フェスティバルホールほか全国） - クイーン・アンヌ 役
- おのれナポレオン L'honneur de Napoléon（2013年、東京芸術劇場） - アルヴィーヌ 役 ※急病の為、途中降板（代役は宮沢りえ）[72][73]
- 蒼の乱（2014年、東急シアターオーブ、梅田芸術劇場メインホール、ゲキ×シネ） - 蒼真 / 将門御前 役
- 子供の事情（2017年、新国立劇場中劇場） - アニキ 役
- 修羅天魔〜髑髏城の七人 Season 極（2018年、IHIステージアラウンド東京） - 極楽太夫 役
- NODA・MAP 第22回公演「贋作 桜の森の満開の下」（2018年、東京芸術劇場プレイハウス、大阪・新歌舞伎座、北九州芸術劇場・大ホール） - オオアマ 役
- スジナシ BLITZ シアターVol.10（2019年9月11日、東京・マイナビBLITZ赤坂）
- 天海と友近、結局飯尾　THEオーディション（2021年11月21日、フジテレビ湾岸スタジオ内特設会場）
  - 天海と友近、結局飯尾　THEオーディション2（2022年12月15日、有楽町よみうりホール）
- COCOON PRODUCTION 2022「広島ジャンゴ 2022」（2022年4月5日 - 30日、東京・Bunkamura シアターコクーン/5月6日 - 16日、大阪・森ノ宮ピロティホール） - シングルマザーのパートタイマー 山本 役[74]
- レイディマクベス（2023年10月1日 - 11月12日、よみうり大手町ホール / 11月16日 - 27日、京都劇場） - マクベス夫人 役[75]
- シス・カンパニー公演 KERA meets CHEKHOV Vol.4/4「桜の園」（2024年12月8日 - 27日、世田谷パブリックシアター / 2025年1月6日 - 13日、SkyシアターMBS / 1月18日 - 26日、キャナルシティ劇場） - ラネーフスカヤ夫人 役[76]
- 鎌塚氏、震え上がる (2025年3月30日 - 4月20日、世田谷パブリックシアター / 4月24日、島根県民会館 大ホール / 4月29日 - 5月6日、梅田芸術劇場 シアター・ドラマシティ/ 5月10日 - 11日、りゅーとぴあ 新潟市民芸術文化会館 劇場 / 5月15日 - 18日、東海市芸術劇場 大ホール) - 大御門カグラ 役[77]

### 劇場アニメ
- 崖の上のポニョ（2008年） - グランマンマーレ 役
- 名探偵コナン 純黒の悪夢（2016年） - キュラソー 役[78]
- メアリと魔女の花（2017年） - マダム・マンブルチューク 役[79]
- クスノキの番人（2026年公開予定） - 柳澤千舟 役[80]

### テレビアニメ
- クレヨンしんちゃん（2021年） - 真壁有希子 役[81]

### 吹き替え

#### 洋画
- リアル・スティール（2011年） - ベイリー・タレット（エヴァンジェリン・リリー） 役
- マイティ・ソー バトルロイヤル（2017年） - ヘラ（ケイト・ブランシェット） 役[82]

#### 海外アニメ
- プリンス・オブ・エジプト（1999年） - ツィッポラ 役
- ミニオンズ（2015年） - スカーレット・オーバーキル 役[83]

### ラジオ
- 文化放送スペシャル サヨナラ天海祐希、そして新たなる出発（たびだち）（1995年12月29日、文化放送）
- つかちゃん・のりこのGO!GO!ヒットパラダイス あなたが選ぶ 感動スター大賞・天海祐希スペシャル（1996年8月20日、ニッポン放送）
- 私の朝（1997年7月13日、TOKYO FM） - パーソナリティ
- TOKYO CONCIERGE（2003年4月6日 - 9月21日、J-WAVE） - ナビゲーター

### ドキュメンタリー
- 天海祐希 パリと女と…〜魅惑の新オルセー〜（2012年2月25日・26日、NHK BSプレミアム）
- 天海祐希 スペイン 情熱の女たち（2013年3月16日・23日、NHK BSプレミアム）
- 天海祐希 魔法と妃と女たち「ロンドン編」（2015年6月13日、NHK BSプレミアム）
- 天海祐希 魔法と妃と女たち「スコットランド編」（2015年6月20日、NHK BSプレミアム）
- 探検!世界遺産 国立西洋美術館〜ル・コルビュジエの夢〜（2016年7月18日、NHK総合） - ナビゲーター
- BS朝日開局20周年記念特別番組「あなたの街の名画を旅する」（2021年3月21日、BS朝日） - 語り

### バラエティ・情報番組
- コサキン・天海の超発掘!ものまねバラエティー マネもの（2014年6月14日・9月27日・2015年3月26日・2019年6月27日・2020年6月24日、フジテレビ）
- 天海祐希・石田ゆり子のスナックあけぼの橋（2016年9月29日[84]・2017年4月12日・2018年1月5日・2019年10月16日・2024年12月23日、フジテレビ）
- 徹子の部屋（2021年7月8日、テレビ朝日）[85]

### 配信ドラマ
- 潜入捜査官 松下洸平 第1話（2023年9月5日、TVer） - 本人 役[86]

### その他
- NHK紅白歌合戦（NHK総合・ラジオ第1）
  - 第46回（1995年） - 審査員
  - 第52回（2001年） - 審査員
- 第58回輝く!日本レコード大賞（2016年12月30日、TBSテレビ・ラジオ） - 司会[87]
- 林家正蔵の演芸図鑑 スペシャル対談（2019年11月10日・17日、NHK総合）[88][89]
- スコットランド国立美術館 THE GREATS 美の巨匠たち（2022年4月22日 - 11月20日、東京都美術館・神戸市立美術館・北九州市立美術館） - 音声ガイドナビゲーター[90][91]

## CM
宝塚時代
- 阪急電車 ※阪急ブレーブスの星野伸之投手と共演
- 東京ガス
- UCC レイスビーホール

退団後
- UCC UCCブラック・無糖
- 資生堂 UVwhite
- 武田薬品工業 アリナミンDYNAMIC
- 月桂冠
- 花王 ソフィーナ
- NTT西日本 フレッツ・モア ※関西のお笑い芸人のテントと共演
- 旭松食品
- 片岡物産 トワイニング（2003年）
- アリコジャパン
- 三菱地所 THE RIVER PLACE
- 日本和装
- アサヒ飲料 十六茶
- レリアン
- 日本ハム 美ノ国
- 東洋ゴム TRAMPATH MP4 PROXES C1S
- 積水ハウス シャーウッド
- 東芝 ecoスタイル
- サントリー DAKARA
- ワーナーミュージック・ジャパン Superfly My Best Of My Life（ナレーション）
- 英会話AEON
- エイチ・アイ・エス（2013年）[92][93][94]
- 第一三共ヘルスケア
  - ルルアタックEX（2013年 - 2015年）[95][96]
  - トランシーノ ホワイトCクリア（2018年）[97]
  - ブレスラボ（2021年）[98]
- ロッテ キシリトールガム
- サントリー -196℃シリーズ（2017年）[99]
- コーセー
  - ルルグランデーヌ ルクサージュ
  - ASTABLANC アスタブラン
- SMBC日興証券（2015年 - 2019年）[100] [101][102]
- セイコーウオッチ グランドセイコー レディースモデル（2016年 - 2018年）[103][104][105]
- ライオン
  - Magica（2017年）[106]
  - Magica 速乾＋（プラス）（2017年）[107]
- P&Gジャパン
  - レノア本格消臭（2020年）[108]
  - レノア超消臭1WEEK（2021年）[109]
- キリンビール
  - キリンホームタップ（2021年）[110]
  - 晴れ風（2024年 - 2025年）[111][112][113]
- ニップン ニップン アマニ油（2021年）[114]
- キリンビバレッジ
  - iMUSE 朝の免疫ケア「元気すぎる母」篇（2022年3月 - ）※豊嶋花と共演[115]
  - おいしい免疫ケア（2023年3月）[116]
- バリュープランニング「B-THREE」（2024年2月 -）※ブランドアンバサダー就任[117]
- SmartHR（2024年11月 -）[118]

## 書籍

### 宝塚時代
写真集
- フォーサム臨時増刊 『天海祐希写真集 CIEL』（1994年2月1日、宝塚歌劇団）
- 宝塚ムック 『天海祐希サヨナラ写真集』（1995年9月14日、宝塚歌劇団）
- 報知グラフ '95-NO.5 12月号 宝塚ファンタジーVOL.3 SP ｢アデュー天海祐希｣（1995年12月10日、報知新聞社）

エッセイ・対談
- 『ユウキ欲しい!?』天海祐希・著（1994年4月1日、東宝株式会社） ISBN 978-4-924609-48-8
- 『明日吹く風のために……』天海祐希・著（1995年11月22日、講談社） ISBN 978-4-06-256524-0
- 『演技でいいから友達でいて 僕が学んだ舞台の達人』所収「いかに動くか、いかに動かないか」松尾スズキとの対談 幻冬舎文庫 ISBN 978-4-344-40858-6

詩集
- 『笑顔の引力』天海祐希・著（1994年11月18日、東宝株式会社） ISBN 978-4-924609-50-1

### 宝塚退団後
写真集・エッセイ
- フォト&エッセイ 『天海祐希 クリスマス黙示録』（1996年11月10日、ワニブックス）
- 『香港的天海祐希』（1997年7月14日、集英社）
- 講談社+α文庫 『明日吹く風のためにもっと遠くへ』（2001年10月20日、講談社）
- 『天海祐希/光源氏』（2001年11月7日、角川書店）

## PV
- 竹内まりや 「幸せのものさし」（ワーナーミュージック・ジャパン）
- 氷川きよし「Happy！」（日本コロムビア） ※映画『老後の資金がありません！』主題歌「Happy！」“映画版スペシャルPV”[119]

## 受賞歴
1996年
- 第33回ゴールデン・アロー賞 演劇賞
- 第12回浅草芸能大賞 奨励賞

1997年
- 第20回日本アカデミー賞 新人俳優賞（『クリスマス黙示録』）

1998年
- 1999年度E-ライン・ビューティフル大賞

1999年
1999年度 第3回日刊スポーツドラマグランプリ（7月 - 9月期）主演女優賞（NHK『素敵にライバル』 - 尾形陽子 役）

2001年
- 第34回シッチェス・カタロニア国際映画祭 最優秀女優賞（『狗神』 - 坊之宮美希 役）
- 第14回日刊スポーツ映画大賞・石原裕次郎賞 助演女優賞（『連弾』 - 佐々木美奈子 役）

2002年
- 2001年度 第5回日刊スポーツドラマグランプリ（10月 - 12月期）助演女優賞（フジテレビ系『水曜日の情事』 - 佐倉あい 役）
- 第23回ヨコハマ映画祭 主演女優賞（『狗神』 - 坊之宮美希 役 / 『連弾』 - 佐々木美奈子 役）
- 第44回ブルーリボン賞 主演女優賞（『狗神』 - 坊之宮美希 役 / 『連弾』 - 佐々木美奈子 役 / 『千年の恋 ひかる 源氏物語』 - 光源氏 役）
- 2001年ニフティ映画大賞 主演女優賞 （『狗神』 - 坊之宮美希 役 / 『連弾』 - 佐々木美奈子 役）
- 第25回日本アカデミー賞 優秀助演女優賞（『千年の恋 ひかる源氏物語』 - 光源氏 役）
- 2001年度 第5回日刊スポーツドラマグランプリ（1月 - 3月期）助演女優賞（NHK『利家とまつ』 - 佐々成政・正室 はる役）
- 2001年度 第5回日刊スポーツドラマグランプリ・年間グランプリ 助演女優賞（フジテレビ系『水曜日の情事』 - 佐倉あい 役、『利家とまつ』 - 佐々成政・正室 はる 役） 第3位に入賞。

2004年
- 2004年度 第8回日刊スポーツドラマグランプリ（4月 - 6月期）主演女優賞（フジテレビ系『離婚弁護士』 - 間宮貴子 役）
- 第41回ザテレビジョンドラマアカデミー賞 ベストドレッサー賞（フジテレビ系『離婚弁護士』 - 間宮貴子 役）
- 2004年度 第8回日刊スポーツドラマグランプリ（7月 - 9月期）主演女優賞（日本テレビ系『ラストプレゼント』 - 平木明日香 役）
- 第42回ザテレビジョンドラマアカデミー賞 主演女優賞（日本テレビ系『ラストプレゼント』 - 平木明日香 役）

2005年
- 第16回日本ジュエリーベストドレッサー賞ジュエリーベストドレッサー賞（30代部門）
- 2004年度 第8回日刊スポーツドラマグランプリ・年間グランプリ 主演女優賞（フジテレビ系『離婚弁護士』 - 間宮貴子 役）

『ラストプレゼント』平木明日香役で第3位にも入賞
- 第46回ザテレビジョンドラマアカデミー賞 主演女優賞（日本テレビ系『女王の教室』 - 阿久津真矢 役）

2006年
- 2005年度 第9回日刊スポーツドラマグランプリ・年間グランプリ主演女優賞（日本テレビ系『女王の教室』 - 阿久津真矢 役）
- 第32回放送文化基金賞 出演者賞（日本テレビ系『女王の教室』第1回、最終回の演技）
- 第43回ギャラクシー賞 個人賞（日本テレビ系『女王の教室』、フジテレビ系『離婚弁護士II』『越路吹雪 愛の生涯』『キッチンウォーズ』の演技）
- 月刊TVnavi 4月 - 6月期 ドラマ・オブ・ザ・イヤー2006 最優秀主演女優賞（フジテレビ系『トップキャスター』 - 椿木春香 役）

2008年
- 2008年度 第12回日刊スポーツドラマグランプリ（4月 - 6月期）主演女優賞（TBS系『Around 40』 - 緒方聡子 役）
- 2008年流行語大賞「アラフォー」

自身の主演したドラマによって、40歳代の前後の人に対する呼称が広まった。
2009年
- 第61回ザテレビジョンドラマアカデミー賞 主演女優賞（フジテレビ系『BOSS』 - 大澤絵里子 役）
- 2009年度 第13回日刊スポーツドラマグランプリ（4月 - 6月期）主演女優賞（フジテレビ系『BOSS』 - 大澤絵里子 役）
- 月刊TVnavi 4月 - 6月期 ドラマ・オブ・ザ・イヤー2009 優秀主演女優賞（フジテレビ系『BOSS』 - 大澤絵里子 役）
- 第1回TSUTAYA onlineドラマアワード 2009年春（4月 - 6月）主演女優賞（フジテレビ系『BOSS』 - 大澤絵里子 役）
- 東京ドラマアウォード2009 主演女優賞（フジテレビ系『BOSS』 - 大澤絵里子 役）

2010年
- TV LIFE 第19回年間ドラマ大賞2009 主演女優賞（フジテレビ系『BOSS』 - 大澤絵里子 役）
- 第6回TVnavi2009年間大賞 最優秀主演女優賞 （フジテレビ系『BOSS』 - 大澤絵里子 役）
- 第18回橋田賞 受賞
- 2009年度 第13回日刊スポーツドラマグランプリ・年間グランプリ 主演女優賞（フジテレビ系『BOSS』 - 大澤絵里子 役）

2011年
- 2010年勝手に演劇大賞 最優秀女優賞(『薔薇とサムライ』 - 女海賊・アンヌ・ザ・トルネード役)

2012年
- 月刊TVnavi 4月 - 6月期 ドラマ・オブ・ザ・イヤー2012 優秀主演女優賞（フジテレビ系『カエルの王女さま』 - 倉坂澪  役）

2019年
- 2018年勝手に演劇大賞 女優賞(『修羅天魔～髑髏城の七人』Season極、『贋作 桜の森の満開の下』)

2020年
- 第43回日本アカデミー賞 優秀助演女優賞（『最高の人生の見つけ方』）
- 第37回浅草芸能大賞 大賞

2021年
- 第34回日刊スポーツ映画大賞・石原裕次郎賞 主演女優賞（『老後の資金がありません!』）

2022年
- 第45回日本アカデミー賞 優秀主演女優賞（『老後の資金がありません!』）

2023年
- 第44回松尾芸能賞 演劇部門 優秀賞（『広島ジャンゴ2022』『薔薇とサムライ2　海賊女王の帰還』） 
- 第48回菊田一夫演劇賞 演劇賞（『広島ジャンゴ 2022』『薔薇とサムライ 2 ―海賊女王の帰還』）

2025年
- 2024年度 第28回日刊スポーツドラマグランプリ・年間グランプリ 助演女優賞（テレビ朝日系『Believe-君にかける橋-』 - 狩山玲子 役）

### 各種好感度調査の上位入賞歴
- 「新入社員から見た女性上司の理想像」調査において
  - 産業能率大学が行った調査で2006年に2位、2007年に5位、2008年に4位、2009年に3位、2010年から2015年まで6年連続で1位[136]。
  - 明治安田生命が行った調査で2010年から2016年まで、7年連続で第1位[137]。
- KIRIN「お酒と生活文化研究所」の「会社（職場）の人とのお酒の飲み方に関する意識調査」で、「一緒にお酒を飲みたい女性上司の理想像」のベスト10に2006年・2007年の2年連続で選ばれた。2009年は女性上司部門・女性同僚部門で第1位。
- 大垣共立銀行が取引先新入社員（取引先対象の新入社員研修参加者）に対して行った「新入社員から見た上司の理想像」調査で2009年・2010年と二年連続で総合ベスト10入り。
- オリコンの「女性が選ぶいい女ランキング」で、2009年・2010年・2011年・2012年に第1位[138]。
- ORICON NEWS「働く女性が選ぶ「上司にしたい女性有名人ランキング」」で、2025年に第1位[139]。